# 毀滅公爵 (角色)
毀滅公爵（英語：Duke Nukem，或譯作杜克）是一名虛構角色及電子遊戲系列《毀滅公爵》的主角。該角最初登場於Apogee Software的1991年遊戲《毀滅公爵》。此後，他繼續出現在3D Realms開發的多部續作中。
毀滅公爵由Apogee Software的陶德·里普洛格爾、吉姆·諾伍德（Jim Norwood）、喬治·布魯沙德和史考特·米勒所創作，並在後來被喬治·布魯薩德（George Broussard）和艾倫·布魯姆（Allen Blum）於1996年的《毀滅公爵3D》當中重新設計，而成為了現今的硬漢模樣。公爵於《毀滅公爵3D》起擁有了語音，由強·聖約翰配音。

## 人物
在最初的遊戲中，毀滅公爵大多不會說話，且被塑造成一位被中央情報局僱用而心存不滿的電視觀眾，以試圖從瘋狂的科學家寶登博士（Dr. Proton）的手中拯救地球，但也因此讓他沒看完肥皂劇而感到不滿。在第二部遊戲中，公爵開始演變成一名更傳統的動作英雄，但大多仍保持沉默。從第三部遊戲起，公爵一角則被塑造成一名個性激進、充滿自信、政治不正確、機靈及超男性化的人物。雖然不是超人類，但公爵卻能透過純粹的大男人主義和對自動火器的專業技術來成功實現了令人難以置信的暴力和化險為夷。在《永遠的毀滅公爵》中，公爵龐大、結實的身軀能夠抵擋某種程度上的身體傷害。
他的任務通常涉及殺死侵入地球的外星人。公爵對女性有著性方面的熟練和不可抗拒的地位，且時常會被許多女人包圍和吸引。此外，他經常會提及一位名為蘭妮（Lani）的疏遠愛人，她成了他許多笑話的基礎。大多普遍認為這是對蘭妮·蜜妮拉的一個參考，她是《永遠的毀滅公爵》中的一名女配音員。
毀滅公爵本身是對一些好萊塢動作英雄的一個仿作，其外觀與美式足球員兼演員布萊恩·博斯沃斯、演員杜夫·朗格林與尚-克勞德·范·達美相似。公爵從第三部遊戲起開始擁有了語音（台詞），由強·聖約翰擔任配音，且其語調參考自克林·伊斯威特所飾演的知名電影角色骯髒哈利。
在外表上，公爵以他的噴射背包、金色的沙漠之鷹手槍或M1911手槍，以及雷朋太陽眼鏡而聞名，該眼鏡完全隱藏了他的眼睛，甚至在夜晚仍會戴著。他的另一個象徵標誌為從第一部遊戲起就有的金色軍事風格的平頭髮型和放射性符號，該放射性符號出現在他的皮帶扣、簽名手槍的側面和遊戲中的許多地方。他通常穿著紅色背心（第一部遊戲時是粉紅色）、藍色牛仔褲和黑色軍靴。此外，公爵也很喜歡抽雪茄。
根據《Duke Nukem Character Memory Card》所提供的數據，公爵身高為6英尺4英寸（193公分），體重達240磅（109公斤）。

## 改編電影
2018年1月22日，據報導，約翰·希南有望在遊戲改編電影《毀滅公爵》中飾演毀滅公爵。在電影推出前，公爵早於同年的電影《一級玩家》中登場（CGI角色）。

## 反響
毀滅公爵已被多間媒體列入許多年度的「最佳人物」和「最佳英雄」榜單中，其中包括在ScrewAttack的2007年「十大最酷電子遊戲人物」中名列第一，以及在2004年排名前五十復古遊戲英雄榜中，公爵被列入「十大優秀大兵」之中；《Retro Gamer》將他稱為「終極的珍貴英雄，且是80年代動作片的真正殘骸。」公爵在《2011年金氏世界紀錄大全玩家版》的「前五十名電子遊戲角色」名單中排於第二十七位。GameDaily在電子遊戲的最佳反英雄名單中將公爵列於第六名。2011年，《帝國雜誌》將他評為第二十大電子遊戲角色，稱他為「史上最好的動作角色之一」，並補充說「電影可能有史瓦辛格，但遊戲圈則有著毀滅先生。」
而該角在《永遠的毀滅公爵》中的塑造則獲得了褒貶不一的評價。Eurogamer的丹·懷特黑德（Dan Whitehead）從1996年起詳細闡述了毀滅公爵的相關事物，並補充道，由於遊戲在過時的情快下才推出，使得以「半推半就挖出」該角是不明智的。IGN的查爾斯·昂葉特（Charles Onyett）則將毀滅公爵比喻成「會上網的12歲男孩」，並對該角的過時性和開發人員錯失機會而表示失望，他認為「公爵的想法（玩弄）是不合時宜的」。

## 外部連結
- Giant Bomb上的毀滅公爵 （页面存档备份，存于）